# TT291

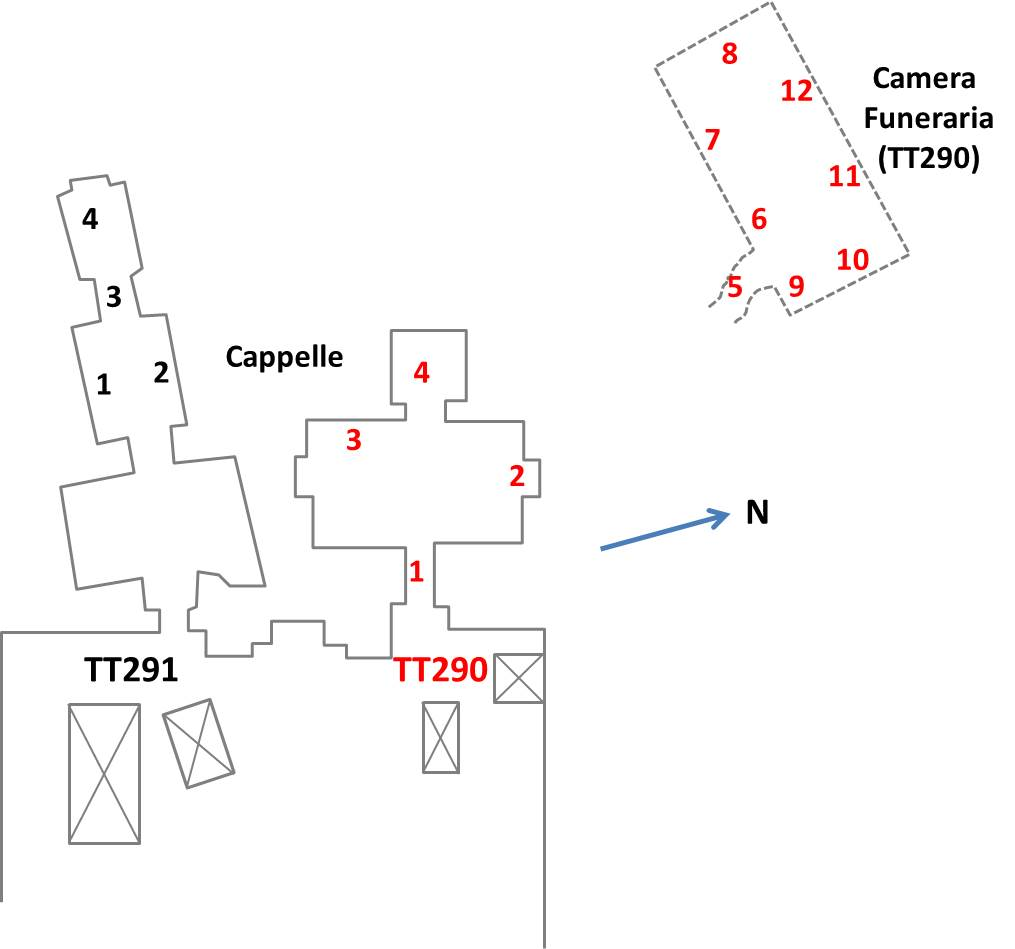
Schematischer Grundriss der Gräber TT290 und TT291

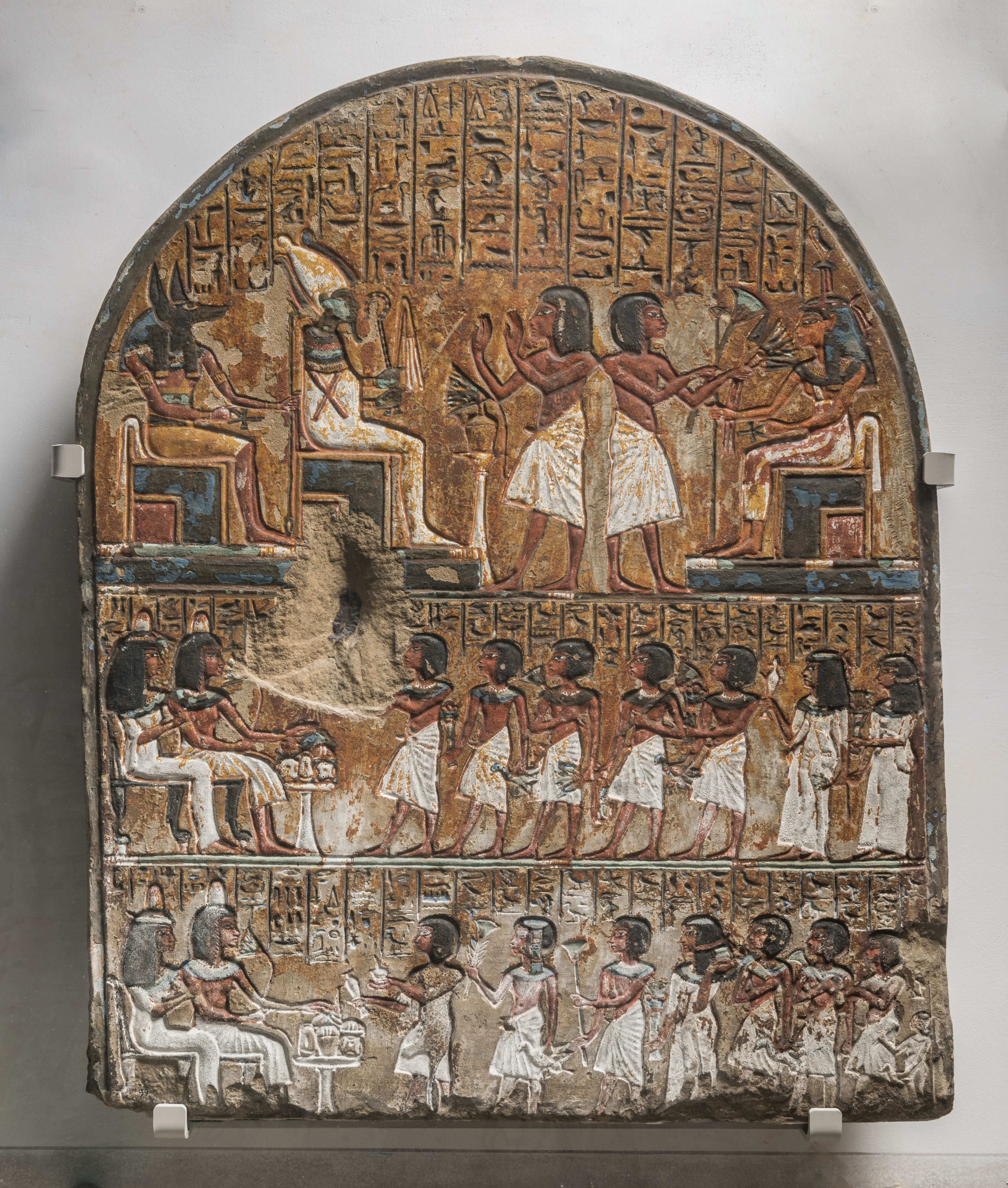
Stele in Turin, die aus dieser Grabkapelle stammt

Die Grabkapelle TT291 (Theban Tomb – Thebanisches Grab Nummer 291) befindet sich in der Nekropole von Theben-West bei dem modernen Ort Luxor in Ägypten. Sie gehört dem Nachtmin und dem Nu, die in der 18. Dynastie lebten. Sie trugen beide den Titel Diener am großen Platz (Sḏm-ˁš-n-st-ˁ3t = Sedjem-asch-en-set-aat).
Die Grabkapelle hat einen Hof und ist zum Teil in einen Abhang hineingehauen, zum Teil aufgemauert. Hinter dem Hof befindet sich die eigentliche Kapelle, die ausgemalt ist. Aus stilistischen Gründen kann die Kapelle an das Ende der 18. Dynastie datiert werden. Das Grab wurde 1926, 4 Jahre nach der Entdeckung, nur unvollständig publiziert. Das vollständige Manuskript der Grabpublikation erschien erst 2015.
Über der Kapelle erhebt sich eine heute restaurierte Pyramide und dahinter ein kleinerer Kapellenraum. Beide Räume sind gewölbt. Vor der Anlage befindet sich ein Schacht, der zu zwei unterirdischen Grabkammern führt.
Der Hauptraum in der Grabkapelle ist ausgemalt. Auf der Rückwand sieht man in vier Registern verschiedene Personen. Es sind hier vor allem Familienmitglieder von Nachtmin und Nu dargestellt, wie sie Nachtmin ihre Aufwartung machen. Im zweiten Register (von oben) sind auch die Eltern von Nu, Pia und Mutnefer, abgebildet, wie ihnen die Aufwartung gemacht wird.
Auf der linken Seitenwand sieht man in zwei Registern Begräbnisfeierlichkeiten. Rechts (im oberen Register) ist das Grab und eine Mumie davor dargestellt, wiederum davor steht ein Priester. Im unteren Register befindet sich links ein Sarg auf einem Schlitten. Er wird von diversen Personen und Rindern gezogen. Rechts sind Klageweiber zu sehen. Die Malereien der Wand wurden nie fertig gestellt und sind nur als Vorzeichnungen vorhanden.
An der rechten Wand sieht man links den Unterweltsgott Osiris, thronend mit Hathor, die hinter ihm steht. Vor ihnen steht Nu, der dem Gott opfert. Hinter ihm und in einem zweiten Register stehen weitere Personen. Über Nu befindet sich eine Inschrift, die ihn und seinen Titel anführt. Die weiteren Personen auf der Wand bleiben unbenannt. Die Textkolumnen, in denen ihren Namen stehen sollten, blieben leer.
Auf der gewölbten Decke des Grabes befinden sich drei Inschriftenbänder, die zweimal Nachtmin und einmal Nu nennen. Wahrscheinlich aus dem innersten Kapellenraum des Grabes stammt eine Stele, die sich heute im Museo Egizio in Turin befindet (Drovetti Liste Nr. 99, auch Katatog–Nr. 1619 und Catalogo del Museo Egizio di Torino (CGT)-Nr. 50011). Sie zeigt Nachtmin und diverse Familienmitglieder.
Außerdem befand sich an der rechten Wand des Grabes einst ein Graffito der 21. Dynastie, das von einem Anchefenamun, dem Sohn von Butehamun, stammt und lautet:

„Dein Reich ist das Westgebirge, das für dich gegründet ist. Alle Gelobten sind in ihm verborgen. Die Übeltäter, sie treten nicht ein, noch irgendein Schuldiger. Der Schreiber Butehamun hat angepflockt (= ist gestorben) nach dem Alter, seine Glieder gesund und vollständig. Gemacht vom Schreiber der Nekropole Anchefenamun.“

Forschende schließen daraus, dass auch Butehamun in der 21. Dynastie in diesem Grab beigesetzt wurde. Es existieren insgesamt drei Särge für Butehamun; einer befindet sich jetzt  in Brüssel und wurde separat gefunden, die anderen beide stammen aus der Sammlung Drovetti und sind jetzt im Museo Egizio. Auf der Webseite des Museums heißt es: „probably found in the tomb of Nakhtmin (Theban Tomb 291)“ (deutsch: „vermutlich im Grab von Nachtmin (Thebanisches Grab 291) gefunden“). Abgesehen vom Graffito scheinen aber die ursprünglichen Inschriften des Grabes nicht geändert worden zu sein.
Im Arbeitsbericht des IFAO von 1971–1972 ist das hieratische Graffito abgebildet mit der traurigen Bemerkung:

„cinquante ans, presque jour pour jour, après sa découverte, la jolie tombe no. 291, de Nou et Nakhtmin, a été sauvagement pillée pendant une nuit; un voleur a forcé la porte grillée, et a découpé avec un couteau une partie des peintures de la paroi droite, ainsi qu’une scène du piédroit du fond supportant le cintre. (deutsch: „Fast auf den Tag genau fünfzig Jahre nach seiner Entdeckung wurde das wunderschöne Grab Nr. 291 von Nu und Nachtmin in einer Nacht brutal geplündert. Ein Dieb brach die Gittertür auf und schnitt mit einem Messer einen Teil der Malereien an der rechten Wand heraus sowie eine Szene aus dem hinteren Pfosten, der den Bogen stützte.“)“

Diese Szenen mitsamt dem Graffito sind daher verloren und somit hat sich der Wunsch Anchefenamuns, dass keine Übeltäter ins Grab eintreten mögen, nicht erfüllt.